# Adriana Morenová
Adriana Morenová, född 3 maj 2004, är en tjeckisk kanotist som tävlar i kanotslalom.

## Karriär
Morenová började med kanotsport som 13-åring.
Vid EM 2025 i Vaires-sur-Marne tog Morenová guld i lagtävlingen i C1 tillsammans med Gabriela Satková och Martina Satková.